# Stella Fontaine
Stella Fontaine, artiestennaam van Saartje Kanes (Sara Canes) (Amsterdam, 4 april 1889 – aldaar, 9 maart 1966) was een Joods-Nederlandse zangeres, imitator en cabaretière.

## Biografie
Fontaine groeide op als oudste kind uit een Joods gezin van elf kinderen aan de Jodenhouttuinen in Amsterdam waar haar vader een viswinkel had. Haar ouders waren Mozes Kanes en Heintje Bolle. Haar vader kwam op 20 maart 1943 om in het vernietigingskamp Sobibór. Drie van haar broers werden daar eveneens vermoord; een andere broer en zus kwamen om in Auschwitz en een broer in Warschau. Zelf overleefde ze de oorlog door onder te duiken bij de Amsterdamse familie De Haan.
Als kind zong Fontaine vaak liedjes op feestavonden. Zo werd ze ontdekt door de Joodse humorist Louis Contran en de acteur Louis de Vries, die verre familie waren. Contran bedacht ook haar artiestennaam. Hij zei op een avond: Er zit een fabelachtige ster in jou. Aangezien Stella ster betekent en hij aan de fabels van La Fontaine dacht, werd het zo "Stella Fontaine". Haar repertoire bestond meestal uit een liedje en een reeks imitaties van bekende tijdgenoten. Ze imiteerde Louis Davids, Louise Fleuron, zangeres Louisette, August Kiel, Antoinette Sohns en de, in die tijd, erg bekende Vlaamse komiek en 'kluchtzanger' Frans Lamoen, die bekendstond om zijn elastische mimiek. Een van haar bekendste nummers was Nocturne. In 1919 nam zij het nummer Zusje, kun je mij soms ook vertellen op, speciaal voor haar geschreven door Armand Haagman. Stella Fontaine had een sopraanstem.
Haar echtgenoot was Salomon Gazan. Hun dochter Henny (Hendrina) huwde met de historicus Dick Blok, en daarmee werd Fontaine de grootmoeder van radio- en tv-makers Dieuwertje, Tessel en Francine Blok.